# Собене-Келчевські-Другі
Собене-Келчевські-Другі (пол. Sobienie Kiełczewskie Drugie) — село в Польщі, у гміні Собене-Єзьори Отвоцького повіту Мазовецького воєводства.
Населення — 168 осіб (2011).
У 1975-1998 роках село належало до Седлецького воєводства.

## Демографія
Демографічна структура станом на 31 березня 2011 року:
|          | Загалом | Допрацездатний вік | Працездатний вік | Постпрацездатний вік |
| -------- | ------- | ------------------ | ---------------- | -------------------- |
| Чоловіки | 78      | 15                 | 45               | 18                   |
| Жінки    | 90      | 19                 | 47               | 24                   |
| Разом    | 168     | 34                 | 92               | 42                   |